# MacUser
MacUser foi uma revista de informática mensal (anteriormente quinzenal) publicada pela Dennis Publishing Ltd. e licenciada pela Felden no Reino Unido. Ela cessou a publicação em 2015.
Em 1985, a Felix Dennis' Dennis Publishing, os criadores da MacUser no Reino Unido, licenciou o nome e o símbolo de "classificação do mouse" da MacUser para a Ziff-Davis Publishing para uso no resto do mundo. A MacUser do Reino Unido nunca foi vinculada a MacUser dos EUA. Quando a Ziff-Davis fundiu suas participações de Mac na Mac Publishing em setembro de 1997, essa nova empresa ganhou a licença para usar o nome MacUser. No entanto, optou por manter viva a marca da revista Macworld, embora com classificações de mouse no estilo MacUser. Como resultado, apenas a MacUser original sediada no Reino Unido permaneceu, e a edição britânica do Macworld não pode usar os símbolos de classificação de mouse usados por suas edições companheiras do Macworld.
A revista do Reino Unido era voltada para usuários de Mac no setor de design, e cada edição trazia ao leitor notícias, análises, tutoriais 'Masterclass' e conselhos técnicos. Masterclasses levam o leitor através de tarefas como retoque de fotos, técnicas de design e criação de filmes.

## Funcionários
Desde 2011, funcionários notáveis da revista incluíram:
- Editor-chefe - Adam Banks
- Editor Técnico - Keith Martin
- Editor de Recursos Contribuintes - Nik Rawlinson
- Editor Gráfico Contribuinte - Steve Caplin
- Editor de Produtos Contribuintes - Kenny Hemphill
- Escritor Contribuinte - Alan Stonebridge
- Editor/subeditor/layout de produção - Kirsty Fortune
- Editor - Paul Rayner